# Letná 2 – znovu za demokracii!

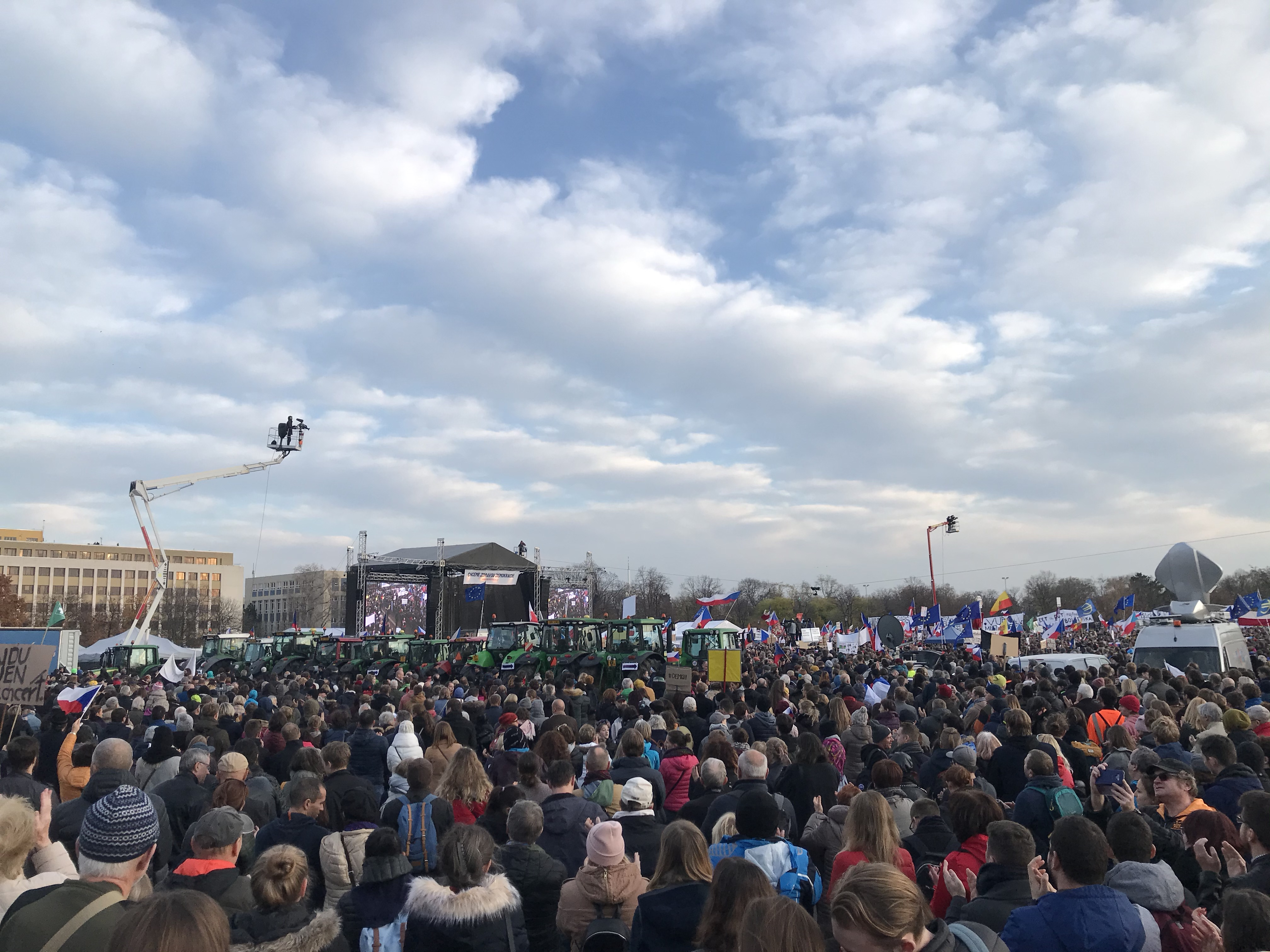
Hlavní stage demonstrace, řada traktorů, které na Letnou symbolicky přivezli mimopražští farmáři

Letná 2 – znovu za demokracii! byla veřejná demonstrace, která se konala 16. listopadu 2019 v Praze na Letenské pláni. Demonstraci, která navázala na červnový protest na stejném místě, naplánoval a vedl spolek Milion Chvilek, pro který ji zorganizoval produkční Robin Suchánek. Podle policie se zúčastnilo 250 000 lidí, dle mobilních operátorů 275 000 a podle organizátorů až 300 000.

## Před demonstrací
Na konci září roku 2019 zastavil Středočeský kraj přestupkové řízení s premiérem Andrejem Babišem týkající se jeho možného střetu zájmů.
Dne 14. listopadu se zástupci spolku Milion Chvilek Mikuláš Minář a Benjamin Roll sešli v Poslanecké sněmovně se zástupci Pirátů, ODS, STAN, KDU-ČSL a TOP 09. Hovořili o současné politické situaci a problémech, tématem diskuze byla také otázka spravedlivějšího volebního systému.

## Průběh demonstrace

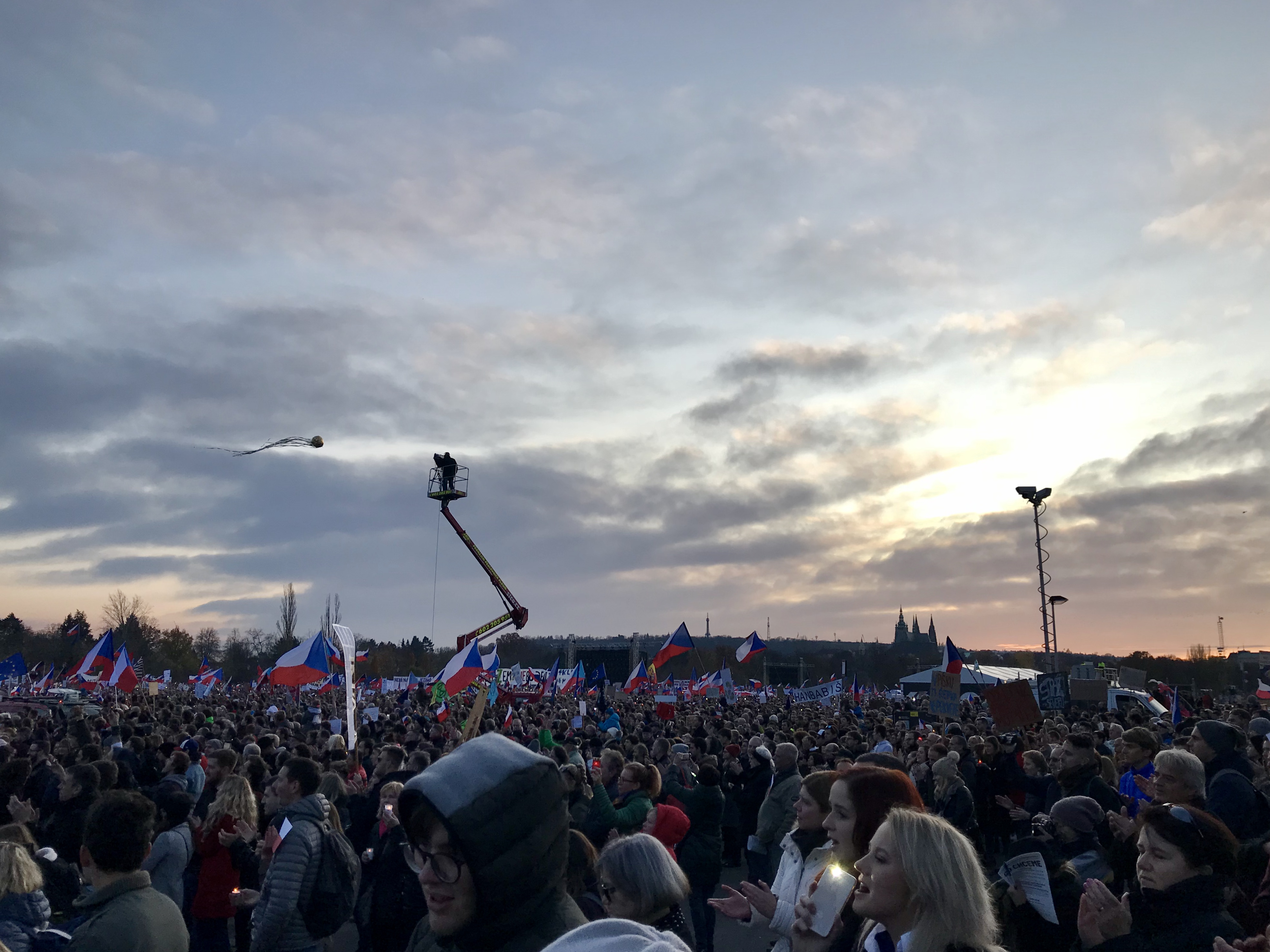
Demonstranti a Pražský hrad v pozadí

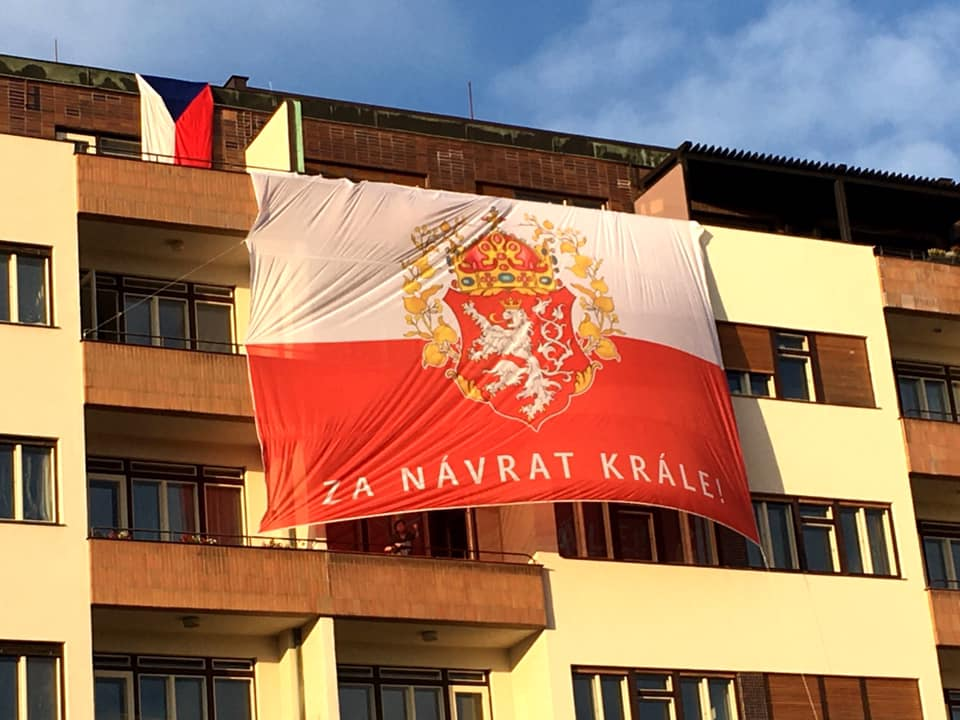
Velká vlajka Českého království, vyvěšená na bloku Molochov

Na hlavním pódiu kromě zástupců Milionu chvilek vystoupily také známé osobnosti – například Václav Malý, Ivan Trojan nebo Barbora Hrzánová. Milion chvilek dal premiérovi ultimátum do 31. prosince, aby odvolal ministryni spravedlnosti Marii Benešovou a zbavil se Agrofertu, nebo aby odstoupil. V opačném případě svolá spolek další demonstrace. Milion chvilek vyzval opoziční strany, aby se více otevřely veřejnosti, přišly s uskutečnitelnou vizí a posílily své volební šance koalicemi.
Demonstrace se zúčastnili i politici opozičních stran, jako například Martin Kupka, Bohuslav Svoboda, Markéta Pekarová Adamová, Jan Farský, Ivan Bartoš nebo Marek Výborný. Mezi demonstranty byli lidé širokého názorového spektra od radikální levice po monarchisty, kteří vyvěsili na blízkém bloku Molochov velkou vlajku Českého království s nápisem „Za návrat krále“.

### Protest
Protest se týkal především střetu zájmů předsedy vlády Andreje Babiše, skutečnosti, že je trestně stíhán kvůli podezření na dotační podvody, a jím dosazené ministryně spravedlnosti Marie Benešové.

### Seznam vystupujících
- Benjamin Roll
- Václav Malý
- Stanislav Němec
- Mikuláš Minář
- Jana Filipová
- Martina Vodičková
- Jaroslav Hutka
- Jiří Hlavenka
- Jan Potměšil, Vavřinec Hradílek, Dan Bárta, Helena Illnerová, Bára Hrzánová[5]
- Dr. Filipitch (Filip Koryta)
- Ondřej Hrabal

## Odezva
Premiér Andrej Babiš organizátorům vzkázal, že jejich protest nechápe, neboť k jeho záštitě podle něj používají „naprosto nepravdivé důvody”.
Poslankyně ANO Barbora Kořanová uvedla: "Zásadně se ohrazuji proti tomu, aby nikým nevolené spolky dávaly legálně a legitimně zvolenému předsedovi vlády a hnutí, které se ziskem 1,5 milionu hlasů vyhrálo s přehledem poslední parlamentní volby, ultimáta a diktovaly, kdo má nebo nemá být ministrem."
Vicepremiér a předseda sociálních demokratů Jan Hamáček prohlásil: „Požadavky nejsou nijak nové, ty stejné zaznívaly na předchozích demonstracích. Já nevidím důvod, aby odcházela Marie Benešová, protože jsem přesvědčen, že svou práci dělá dobře a pokud máme na některé věci jiný názor, tak jsme připraveni o nich jednat a jednáme. Co se týká pana premiéra, tam se nic nového nestalo a o jeho majetkových poměrech věděli voliči, když šli k volebním urnám.“

### Zahraniční média
O demonstraci také informovala zahraniční média: například CNN, Financial Times, Al Jazeera, The New York Times, Der Spiegel, Euronews, Le Monde nebo Deutsche Welle.

### Zájem o členství v politických stranách
Organizátoři na demonstraci vyzvali účastníky k tomu, aby se sami zapojili do politiky. Podle nich je to jedna z cest, jak člověk může něco změnit a ovlivnit veřejný život. Politické strany v několika týdnech po demonstraci skutečně zaznamenaly zvýšený zájem o členství. Desítky až stovky lidí začaly posílat přihlášky do stran nebo spolků jako Starostové a nezávislí, TOP 09, KDU-ČSL či Praha sobě. Naopak ODS, pražská ČSSD nebo Česká pirátská strana větší zájem nezaznamenaly.